# Joeropsis waltervadi
Joeropsis waltervadi là một loài chân đều trong họ Joeropsididae. Loài này được Kensley miêu tả khoa học năm 1975.